# Peulokan
Peulokan is een bestuurslaag in het regentschap Aceh Selatan van de provincie Atjeh, Indonesië. Peulokan telt 1420 inwoners (volkstelling 2010).